# Södertälje
Södertälje est une ville de Suède, chef-lieu de la commune de Södertälje dans le comté de Stockholm. 84 172 personnes y vivent. Elle s'est développé en partie autour du canal de Södertälje, permettant de relier la mer Baltique au lac Mälar.
La ville a accueilli un grand nombre de réfugiés assyriens chrétiens. Les studios des chaînes de télévision Suroyo TV et Suryoyo Sat s'y trouvent.

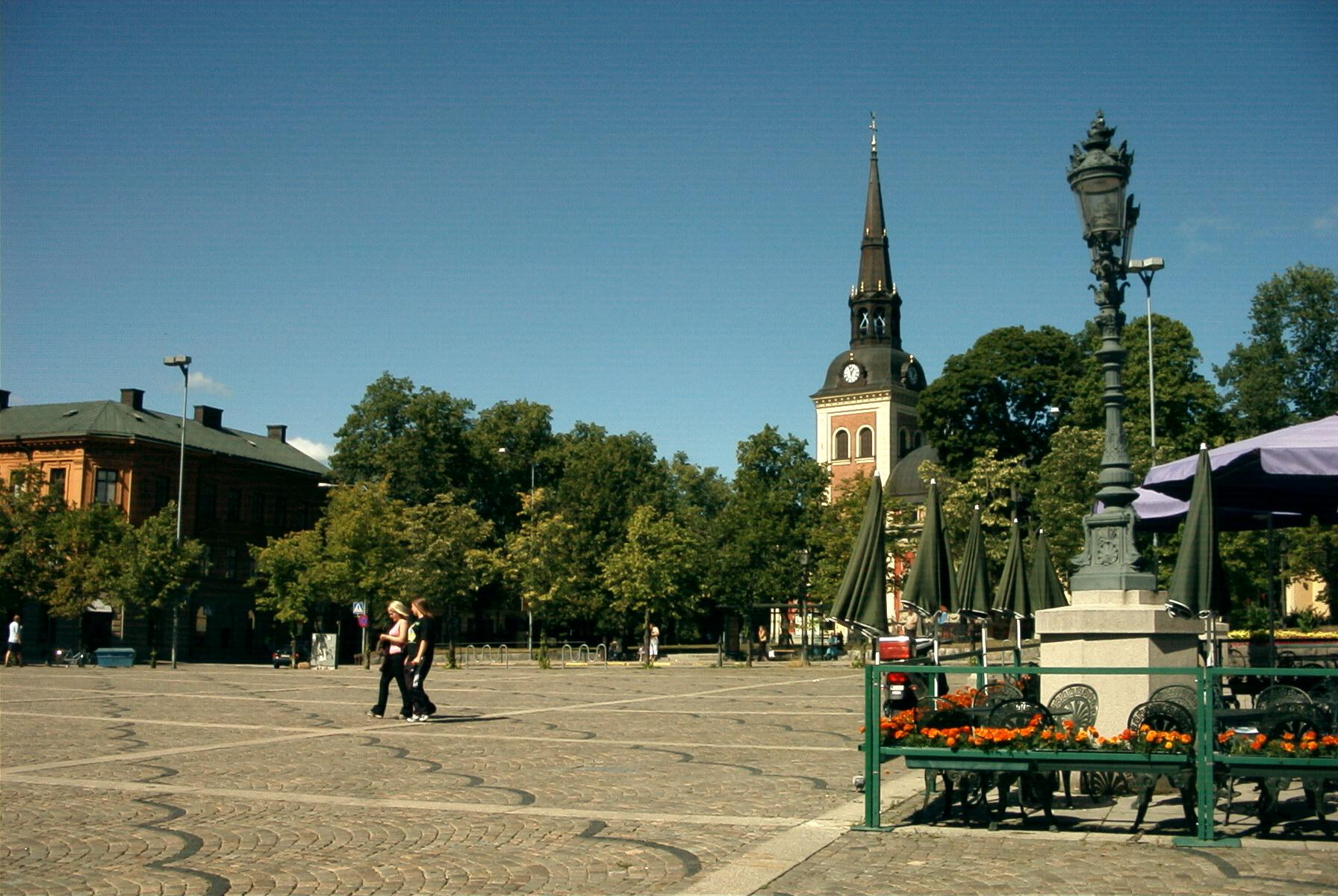
Grande place. Au fond, l'église de Sainte Ragnhild

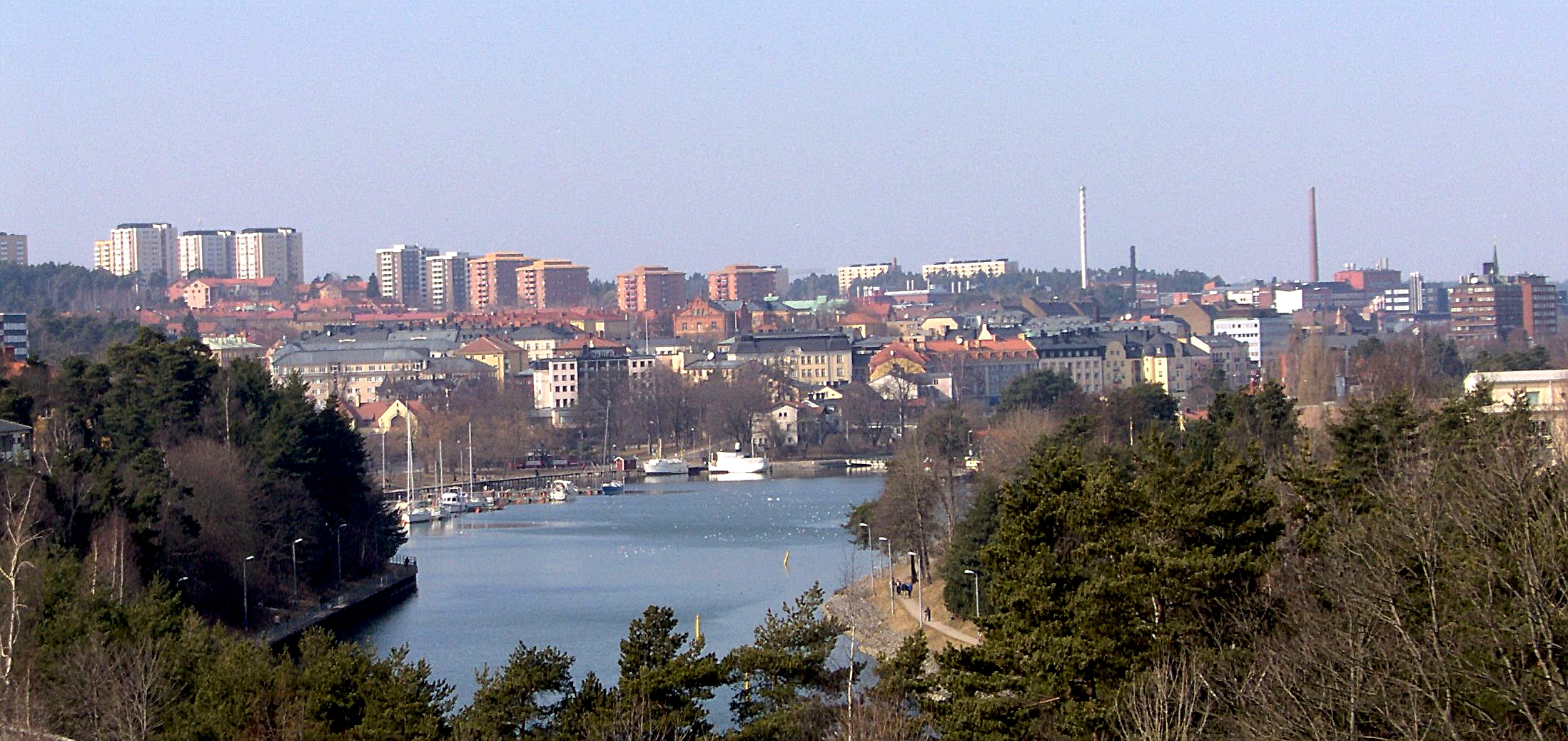
Vue sur Södertälje

## Économie
Le constructeur de camions et bus Scania y a son siège social, ainsi que son centre de recherche et développement.
AstraZeneca y a un important site de production.

## Personnalités liées à la commune
- Björn Borg, le célèbre joueur de tennis, y est élevé. Le nom d'une rue lui a même été dédié en 2001.
- Kennedy Bakircioglü, joueur de football, y est né.
- Anna Stecksén, chercheuse suédoise y est décédée en 1904
- Carl Hagelin, joueur professionnel de hockey sur glace et arrière-petit-fils de Boris Hagelin, y est né

## Jumelage
Angers (France) depuis 1998 (coopération)

## Sport
- L'équipe Södertälje SK joue au AXA Sports Center
- Assyriska FF